# フランシスコ・ロマン・アラルコン
イスコ（Isco）ことフランシスコ・ロマン・アラルコン・スアレス（Francisco Román Alarcón Suárez, 1992年4月21日 - ）は、スペイン・アンダルシア州マラガ県出身のサッカー選手。レアル・ベティス所属。ポジションはMF。スペイン代表。

## クラブ経歴

### バレンシア
バレンシアCFの下部組織出身。2009-10シーズンはリザーブチームであるバレンシアCF・メスタージャでプレーし、セグンダ・ディビシオンB（3部相当）で25試合に出場して1得点を挙げたが、チームはシーズン終了後にテルセーラ・ディビシオン（4部相当）に降格した。2010年11月11日、コパ・デル・レイのUDログロニェス戦(4-1)でトップチームデビューし、この試合で2得点を記録した。11月14日のヘタフェCF戦(2-0)では、後半28分にアリツ・アドゥリスとの交代で途中出場し、プリメーラ・ディビシオン（1部）デビューを果たした。2010-11シーズンのリザーブチームでは15得点を挙げてセグンダ・ディビシオン復帰に貢献した。

### マラガ
2011年7月11日、出身地のクラブであるマラガCFと5年契約を結んで移籍した。移籍金は600万ユーロ。11月21日のラシン・サンタンデール戦(3-1)で移籍後初得点を挙げ、翌週のビジャレアルCF戦(2-1)でも得点した。2011-12シーズンは32試合に出場して5得点し、4位に入ったマラガはクラブ史上初めてUEFAチャンピオンズリーグ出場権を獲得した。2012年9月18日、FCゼニト・サンクトペテルブルク戦でUEFAチャンピオンズリーグ初出場を果たすと、この試合で2得点を挙げてチームを3-0の勝利に導き、マン・オブ・ザ・マッチに選出された。
マラガの上位進出に貢献したイスコには多くのクラブが獲得に動いた。レアル・マドリードへの移籍が秒読みとなった際、オーナーであるシェイク・アブドゥラ・ビン・ナッサル・アル・タニは、「イスコのために、背番号22は他のどの選手も着けることはできない」と敬意を表した。

### レアル・マドリード

#### 2013-14シーズン
マンチェスター・シティやチェルシーが獲得に動いたが、2013年6月27日、レアル・マドリードに5年契約で移籍決定。移籍金は3000万ユーロ（約38億円）前後と見られている。リーグ開幕戦となるレアル・ベティス戦ではスターティングメンバーに名を連ね、1ゴール1アシストの活躍でチームを勝利に導いた。その後も第3節のアスレティック・ビルバオ戦で2得点を記録するなど、リーグ開幕5試合で4得点を挙げて得点力を示した。しかし、フォーメーションが4-5-1から4-3-3に代わって攻撃的MFのポジションが無くなったことや、インサイドハーフにコンバートされたアンヘル・ディ・マリアの活躍などによりベンチに座ることが多くなった。当初は初めてプレーするポジションに苦しんだが徐々に適応を見せ、カルロ・アンチェロッティは新たなポジションでプレーするイスコをかつての教え子であるクラレンス・セードルフになぞらえて賞賛した。

#### 2014-15シーズン
UEFAスーパーカップとFIFAクラブワールドカップのタイトルを獲得。レアル・マドリード・カスティージャで監督を務めるジネディーヌ・ジダンは「技術的には私と同じレベルにあるように見える」と評し、スペイン紙マルカもまた「（ジダンは）サンティアゴ・ベルナベウで見ることができた最後の天才だったが、イスコの加入によって状況は変わった」と賞賛した。

#### 2015-16シーズン
2015-16シーズンより、背番号が23からマラガ時代にも背負っていた22に変更となった。同シーズンに監督に就任したラファエル・ベニテス監督との確執が騒がれ、冬の移籍市場での移籍が報道されたが、解任されたベニテスの後任となったジネディーヌ・ジダン監督のもと、信頼を取り戻しジダン監督の初陣ではスターティングメンバーに名を連ねている。

#### 2016-17シーズン
2016-17シーズンの前半戦はレギュラー格でなかったため、冬の移籍で移籍報道が再熱したが残留を果たした。2017年5月10日、欧州CL準決勝・2ndレグではアトレティコ・マドリードに貴重なアウェーゴールを決めて決勝進出に貢献した。このシーズンはリーガの5年ぶり制覇とチャンピオンズリーグ2連覇に貢献した。

#### 2017-18シーズン
2017-18シーズンは序盤からスタメンとして活躍し、リーガでは30試合で7ゴールを挙げた。2017年9月14日、現行契約を2022年6月まで延長。9月23日の第6節の対デポルティーボ・アラベス戦でレアル・マドリードでの公式戦において200試合出場を達成。

#### 2018-19シーズン
シーズン開幕時こそ、新監督だったフレン・ロペテギの下で重宝されていたものの、ロペテギは2018年10月28日のFCバルセロナ戦に1-5で敗れた2日後に解任。Bチーム監督から途中就任したサンティアゴ・ソラーリは、自身の目指すプレースタイルとイスコのプレースタイルなどが合わないことを理由に、イスコをローテーションから外すことを決断。イスコはSNSでソラーリを批判するなど、不遇のシーズンとなっていたが、ソラーリも2019年3月12日に解任。ジダンが監督に復帰し、イスコ自身も先発に復帰した同月16日のセルタ・デ・ビーゴ戦で、先制ゴールを決めた。

#### 2021-22シーズン
2021-22シーズン終了後に契約満了につき、レアル・マドリードからの退団を表明。2022年6月1日に正式に退団が発表された。

### セビージャ
スペイン代表、レアル・マドリード時代の恩師であるロペテギの勧誘を受けて2022年8月7日、セビージャFCに加入。契約期間は2年間で移籍金はフリー。加入当初こそロペテギの信頼を受けて主力としてプレーしていたが、2022年10月にそのロペテギが成績不振により解任されると、ロペテギの肝いりで加入した経緯から立場は一気に悪化した。そして12月21日、双方合意の上で契約解除が発表された。イスコはセビージャで公式戦19試合（リーグ戦12試合、UEFA CL6試合、コパ・デル・レイ1試合）に出場してFCコペンハーゲン戦で1得点を記録。
後にイスコ本人が語ったところによれば、2022年末前にモンチSDからイスコの代理人に対してチームでは構想外で次の移籍先を探すよう、伝えられたという。イスコにとっては寝耳に水の話であり、直接の対話を経てモンチはイスコに契約解除に応じるよう圧力をかけ始めたと言う。残留を希望するイスコとモンチの間で衝突が発生したことでクラブとの関係は断絶したと明かしている。その後、1.FCウニオン・ベルリンへの移籍が決まりかけていたが、直前で破談となり、2022-23シーズンは無所属のまま終えた。

### レアル・ベティス
2023年7月26日、セビージャの最大のライバルであるレアル・ベティス加入が発表された。契約期間は1年間で移籍金はフリー。ベティスは前日に新キャプテンに就任したばかりのセルヒオ・カナレスが電撃退団しており、その後釜として無所属のイスコに白羽の矢が立つ形となった。2023年12月28日、レアル・ベティスはイスコとの契約を2027年6月まで延長したと公式発表した。

## 代表経歴

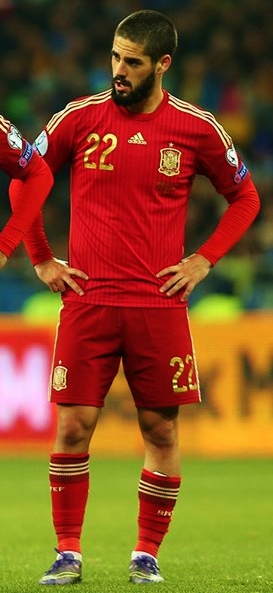
スペイン代表でのイスコ (2015年)

2009年には2009 FIFA U-17ワールドカップに出場し、3得点を挙げてスペインを3位に導いた。2010年にはSBSカップ 国際ユースサッカーに出場した。2011年には、マラガでチームメイトのレシオとともにFIFA U-20ワールドカップに出場した。コロンビアで開催されたこの大会で1得点を挙げたが、スペインは準々決勝で敗退した。2012年2月28日、U-23スペイン代表に招集されてU-23エジプト代表との親善試合に臨んだが、この試合で出場機会はなかった。UEFA U-21欧州選手権2013では、3得点を挙げてブロンズブーツとなると共に、大会優秀選手に選ばれた。
2012年5月15日、セルビア戦と韓国戦に臨むスペインA代表に初選出された。2013年2月6日、カタールのドーハで行われたウルグアイ戦にて代表デビューを飾った。2014年11月15日、UEFA EURO 2016予選のベラルーシ戦で代表初得点を挙げた。
ロシアW杯予選のイタリア戦では、シュート決定率100%（2得点）にパス成功率95%の数値を記録。マルコ・ヴェッラッティは「メッシでもあのレベルに達していない」とコメントした。
2018年3月27日のアルゼンチンとの親善試合でキャリア通じて初めてのハットトリックを達成した。
2018年5月、2018 FIFAワールドカップに臨むスペイン代表メンバーに選出された。グループステージ最終戦のモロッコ代表戦にて今大会唯一の得点を挙げ、チームのベスト16進出に貢献したが、そのベスト16で開催国ロシア代表にPK戦の末敗れて大会を後にした。
2018 FIFAワールドカップ後は、レアル・マドリードでの不振もあって約2年もの間スペイン代表からの招集は見送られ、UEFA EURO 2020の登録メンバーからも落選した。
2025年5月26日、約6年ぶりに代表に招集された。

## 人物
愛称はマヒア（魔法）。この愛称は、レアル・マドリード加入直後にイケル・カシージャスやセルヒオ・ラモスらによって付けられた。本人もこの愛称を気に入っており、上腕部に入れ墨を彫っている。
強さと技術を併せ持ち、俊敏さやポゼッションはセルヒオ・アグエロに、プレーのヴィジョンやボールコントロール、パスの技術などはジネディーヌ・ジダンに例えられる。スペイン代表においてはアンドレス・イニエスタの後継者と見做され、イニエスタはイスコを「スペイン代表の未来」と語っている。また、攻撃面だけでなく守備も含めてチームに貢献する。
イスコ本人は、ベティスでの現役続行を楽しむ一方、将来的には同クラブで引退する可能性も否定しておらず、「ここでキャリアを終えたい」との思いを示している。

## 私生活
「メッシ」という名前のラブラドール・レトリバーを飼育している。
2014年8月17日に第一子となる長男が誕生した。

## 個人成績
| クラブ             | シーズン     | リーグ       | リーグ戦 | リーグ戦 | 国王杯 | 国王杯 | 国際大会 | 国際大会 | その他 | その他 | 合計 | 合計 |
| クラブ             | シーズン     | リーグ       | 出場     | 得点     | 出場   | 得点   | 出場     | 得点     | 出場   | 得点   | 出場 | 得点 |
| ------------------ | ------------ | ------------ | -------- | -------- | ------ | ------ | -------- | -------- | ------ | ------ | ---- | ---- |
| バレンシアB        | 2009-10      | セグンダB    | 26       | 1        | -      | -      | -        | -        | -      | -      | 26   | 1    |
| バレンシアB        | 2010-11      | テルセーラ   | 26       | 15       | -      | -      | -        | -        | -      | -      | 26   | 15   |
| バレンシアB        | クラブ通算   | クラブ通算   | 52       | 16       | 0      | 0      | 0        | 0        | 0      | 0      | 52   | 16   |
| バレンシア         | 2010-11      | プリメーラ   | 4        | 0        | 1      | 2      | 2        | 0        | 0      | 0      | 7    | 2    |
| マラガ             | 2011-12      | プリメーラ   | 32       | 5        | 3      | 0      | -        | -        | 0      | 0      | 35   | 5    |
| マラガ             | 2012-13      | プリメーラ   | 37       | 9        | 0      | 0      | 10       | 3        | 0      | 0      | 47   | 12   |
| マラガ             | クラブ通算   | クラブ通算   | 69       | 14       | 3      | 0      | 10       | 3        | 0      | 0      | 82   | 17   |
| レアル・マドリード | 2013-14      | プリメーラ   | 32       | 8        | 9      | 0      | 12       | 3        | 0      | 0      | 53   | 11   |
| レアル・マドリード | 2014-15      | プリメーラ   | 34       | 4        | 4      | 1      | 11       | 0        | 4      | 1      | 53   | 6    |
| レアル・マドリード | 2015-16      | プリメーラ   | 31       | 3        | 1      | 2      | 11       | 0        | 0      | 0      | 43   | 5    |
| レアル・マドリード | 2016-17      | プリメーラ   | 30       | 10       | 4      | 0      | 6        | 1        | 2      | 0      | 42   | 11   |
| レアル・マドリード | 2017-18      | プリメーラ   | 30       | 7        | 4      | 1      | 11       | 0        | 4      | 1      | 49   | 9    |
| レアル・マドリード | 2018-19      | プリメーラ   | 27       | 3        | 4      | 2      | 4        | 1        | 2      | 0      | 37   | 6    |
| レアル・マドリード | 2019-20      | プリメーラ   | 23       | 1        | 1      | 0      | 4        | 1        | 2      | 1      | 30   | 3    |
| レアル・マドリード | 2020-21      | プリメーラ   | 25       | 0        | 1      | 0      | 3        | 0        | 0      | 0      | 29   | 0    |
| レアル・マドリード | 2021-22      | プリメーラ   | 14       | 1        | 3      | 1      | 0        | 0        | 0      | 0      | 17   | 2    |
| レアル・マドリード | クラブ通算   | クラブ通算   | 246      | 37       | 31     | 7      | 62       | 6        | 14     | 3      | 353  | 53   |
| キャリア通算       | キャリア通算 | キャリア通算 | 400      | 78       | 35     | 9      | 74       | 9        | 16     | 3      | 525  | 99   |

## 代表歴

### 出場大会
- U-20スペイン代表
  - 2011年 - 2011 FIFA U-20ワールドカップ
- U-21スペイン代表
  - 2013年 - UEFA U-21欧州選手権
- U-23スペイン代表
  - 2012年 - ロンドンオリンピック
- スペイン代表
  - 2018年 - 2018 FIFAワールドカップ
  - 2018年 - UEFAネーションズリーグ2018-19

### 試合数
- 国際Aマッチ 38試合 12得点 (2013年-2019年)[36]

| スペイン代表 | 国際Aマッチ | 国際Aマッチ |
| 年           | 出場        | 得点        |
| ------------ | ----------- | ----------- |
| 2013         | 2           | 0           |
| 2014         | 4           | 1           |
| 2015         | 6           | 0           |
| 2016         | 5           | 1           |
| 2017         | 8           | 5           |
| 2018         | 11          | 5           |
| 2019         | 2           | 0           |
| 通算         | 38          | 12          |

### 得点
| #   | 開催年月日     | 開催地                                             | 対戦国             | スコア | 結果 | 試合概要                      |
| --- | -------------- | -------------------------------------------------- | ------------------ | ------ | ---- | ----------------------------- |
| 1.  | 2014年11月15日 | ウエルバ、エスタディオ・ヌエボ・コロンビーノ       | ベラルーシ         | 1-0    | 3-0  | UEFA EURO 2016予選            |
| 2.  | 2016年11月15日 | ロンドン、ウェンブリー・スタジアム                 | イングランド       | 2-2    | 2-2  | 親善試合                      |
| 3.  | 2017年3月24日  | ヒホン、エル・モリノン                             | イスラエル         | 4-1    | 4–1  | 2018 FIFAワールドカップ予選   |
| 4.  | 2017年9月2日   | マドリード、エスタディオ・サンティアゴ・ベルナベウ | イタリア           | 1-0    | 3–0  | 2018 FIFAワールドカップ予選   |
| 5.  | 2017年9月2日   | マドリード、エスタディオ・サンティアゴ・ベルナベウ | イタリア           | 2-0    | 3–0  | 2018 FIFAワールドカップ予選   |
| 6.  | 2017年9月5日   | ファドゥーツ、ラインパーク・シュタディオン         | リヒテンシュタイン | 0-3    | 0-8  | 2018 FIFAワールドカップ予選   |
| 7.  | 2017年10月6日  | アリカンテ、エスタディオ・ホセ・リコ・ペレス       | アルバニア         | 2-0    | 3-0  | 2018 FIFAワールドカップ予選   |
| 8.  | 2018年3月27日  | マドリード、ワンダ・メトロポリターノ               | アルゼンチン       | 2-0    | 6-1  | 親善試合                      |
| 9.  | 2018年3月27日  | マドリード、ワンダ・メトロポリターノ               | アルゼンチン       | 3-1    | 6-1  | 親善試合                      |
| 10. | 2018年3月27日  | マドリード、ワンダ・メトロポリターノ               | アルゼンチン       | 6-1    | 6-1  | 親善試合                      |
| 11. | 2018年6月25日  | カリーニングラード、カリーニングラード・スタジアム | モロッコ           | 1-1    | 2-2  | 2018 FIFAワールドカップ       |
| 12. | 2018年9月11日  | エルチェ、マルティネス・バレーロ                   | クロアチア         | 2-0    | 6-0  | UEFAネーションズリーグ2018-19 |

## タイトル

### クラブ
レアル・マドリード
- コパ・デル・レイ：1回（2013-14）
- UEFAチャンピオンズリーグ：5回（2013-14, 2015-16, 2016-17, 2017-18, 2021-22）
- UEFAスーパーカップ：3回（2014, 2016, 2017）
- FIFAクラブワールドカップ：4回（2014, 2016, 2017 , 2018）
- プリメーラ・ディビシオン：3回（2016-17, 2019-20, 2021-22）
- スーペルコパ・デ・エスパーニャ：3回（2017, 2019, 2021）

### 代表
- UEFA U-21欧州選手権2013（2013年）

### 個人
- ゴールデンボーイ賞 2012
- ブレイクスルー選手賞 2012
- ブラヴォー賞 2013
- UEFA U-21欧州選手権 ブロンズブーツ 2013
- UEFA U-21欧州選手権 優秀選手 2013
- ラ・リーガ月間最優秀選手賞 : 1回 (2024年4月)